# Societat civil (sociologia)
La societat civil designa el conjunt de les organitzacions i institucions cíviques voluntàries i socials que formen la base d'una societat activa, en oposició a les estructures de l'estat i de les empreses.
Aquesta definició inclou, doncs, les organitzacions no lucratives o no governamentals com a les associacions i fundacions.
Encara que les entitats de la societat civil no tenen per què ser necessàriament polítiques, solen tenir influència en l'activitat política de la societat de la qual formen part.

## Evolució del concepte de societat civil
A partir del marxisme el terme va adquirint matisos ben diferenciats. Hegel (en Principis de la teoria del dret) havia considerat la societat civil com un estadi inferior de desenvolupament de l'esperit propi de la vida familiar. Marx, al contrari, en La Ideologia Alemanya, la considera la base de l'estat i estructura que comprèn la vida comercial i industrial. Estructura sobre la qual es construirà la superestructura estatal.
En la interpretació marxista d'Antonio Gramsci la societat política representa a l'Estat i el seu poder coercitiu. Per altra banda, la societat civil la constitueixen les relacions que els humans estableixen lliurement dins la societat a través de tota classe d'organitzacions.
En el concepte actual de societat civil hi predominen els interessos econòmics, la lliure iniciativa i la solidaritat organitzada dels ciutadans autònoms del poder estatal i on l'estat ha de mantenir-se allunyat aplicant un principi de subsidarietat i de no-intervenció en les activitats lliures dels ciutadans.

## Realitzacions de la Societat Civil
Les organitzacions creades per la societat civil comprenen sindicats, les organitzacions no gubernamentals (ONG), associacions culturals, recreatives o artístiques i en general totes aquelles que queden fora de l'ambit institucional estatal.
Algunes d'aquestes organitzacions, com passa en el cas del sindicalisme perden l'operativitat si deixen d'estar controlades per la societat civil, ja que hi ha un conflicte d'interessos.

## Exemples d'institucions de la societat civil
- ONG
- Organitzacions no lucratives
- Clubs i organitzacions esportives
- Clubs socials
- Grups religiosos
- Sindicats
- Col·legis professionals